# 述異記 (任ボウ)
『述異記』（じゅついき）は、「山川等地理に関する異聞や、珍しい動植物に関する話などを多く集め」た小説集。2巻。
中国の南朝梁の任昉が撰したとされているが、多くの問題があり、その真偽は明らかでない｡

## 概要
本書の真偽については古来諸説があるが、同時期に同名の祖沖之撰『述異記』があるなど、その問題と絡みあって解決していない｡『隋書』や『旧唐書』の「経籍志」および『新唐書』「芸文志」に著録される『述異記』10巻は、撰者を祖沖之としている。一方で、『梁書』の「任昉伝」には、本書に関する記述が見られない。本書に関する記述が見出せるのは、北宋勅撰の『崇文総目』 、南宋晁公武（ちょうこうぶ（中国語版））の『郡斎読書志』を待ってからである。
祖沖之の作は志怪小説集であり、任昉の作は主として山川・動植物の奇異についての記録で地理書的な傾向が強い。題名が同じためにしばしば混同されてきた。『祖沖之述異記』はすでに散佚しており、本書との関係は分からない。真偽に関する議論としては、『任妨述異記』を任坊の撰とする説には晁公武『郡斎読書志』、王謨（中国語版）の『増訂漢魏叢書』所収『述異記』跋文があり、後人の偽作とする説には『四庫全書総目提要』（1782年）、周中孚『鄭堂読書記』（1940年）、魯迅『中国小説史略』がある。
任昉撰『述異記』は、『稗海』、『漢魏叢書三十八種』、『漢魏叢書七十六種』、『漢魏叢書八十六種』、『龍威秘書』、『百子全書』、『隨庵徐氏叢書』等に収録されているが。テキストとして最も優れているのは『臨安府大廟前經籍舗尹家刊本』（1198年、慶元4年）を徐乃昌が景刻（影印）した『隨庵徐氏叢書』とされる。なお、『稗海』本と『百子全書』本にはない同じ部分の脱落が『漢魏叢書』3種及び『龍威秘書』の4本にあり、これらが同じ底本に依ったことが判る。

## 日本語訳
- 竹田晃・黒田真美子編、佐野誠子訳著『中国古典小説選2 六朝Ⅰ』（明治書院、2006年） ISBN 978-4625663437 、任昉『述異記』から8篇抜粋の詳細な原文・読み下し入りの訳。祖沖之撰『述異記』の11篇も収録している。

## 注・出典
1. ↑  明治書院《中国古典小説選 パンフレット 》p.4 、述異記（梁・任昉）の説明文より引用。
2. ↑  森野繁夫 『任昉述異記について』 《中國文學報 13》 p.54-68 1960-10 京都大學文學部中國語學中國文學硏究室 p.54 。
3. ↑   中国語版ウィキソースに本記事に関連した原文があります：隋書/卷33 志第28 經籍二『述異記 十卷 祖沖之撰』、 中国語版ウィキソースに本記事に関連した原文があります：舊唐書/卷46 志第二十六 經籍上『述異記 十卷 祖沖之撰』とある。
4. ↑   中国語版ウィキソースに本記事に関連した原文があります：新唐書/卷059 志第四十九藝文三『祖沖之 述異記 十卷』
5. ↑  崇文総目 卷三 小説類下に『述異記二卷任妨撰』
6. ↑  郡齋讀書志 卷十三 小説類 に『述異記 二卷』、 中国語版ウィキソースに本記事に関連した原文があります：郡齋讀書志/卷十三
7. ↑  森野繁夫 『任昉述異記について』p.54-58 。
8. ↑  前野直彬『六朝・唐・宋小説選』 平凡社 中国古典文学大系 第24巻 ISBN 978-4582312249 解説 p.469 。
9. ↑   中国語版ウィキソースに本記事に関連した原文があります：四庫全書總目提要/卷142 卷一百四十二 子部五十二 小説家類三 『述異記 二卷 内府藏本』
10. ↑  魯迅は『古小説鈎沈』に祖沖之撰のみを集め『祖沖之述異記』として93篇を採録している。
11. ↑  はいかい、明の商維濬（しょういしゅん）刊行の叢書。第9冊が『述異記』。
12. ↑  りゅういひしょ、馬俊良（ばしゅんりょう）輯の叢書。1796年。第1集第7冊に『述異記』他。
13. ↑  ひゃくしぜんしょ、1875年に湖北崇文書局が刊行した叢書。
14. ↑  ずいあんじょしそうしょ、徐乃昌（中国語版）が刊行した叢書。
15. ↑  森野繁夫 『任昉述異記について』p.54 。